# 後輪駆動
後輪駆動（こうりんくどう、英語: rear wheel drive、略称: RWD）は、車輪を有する輸送機器の駆動方式の一つで、前後の車輪のうち後方の車輪を駆動する方式である。対比される駆動方式は前輪駆動。

## 概要
後輪駆動はエンジン位置によりフロントエンジン・リアドライブ方式（FR）、ミッドシップエンジン・リアドライブ方式（MR）、リアエンジン・リアドライブ方式（RR）の3つに分類され、差を明確にするために後輪駆動でなくFR、MR、RRと呼ぶことも多い。また同じフロントエンジンながら前輪を駆動するもの（FF）と区別する意味で、FRのみを指して「後輪駆動」と呼ぶ場合もある。フォークリフトなどの特殊用途を除き、通常の自動車では前輪を駆動するためにエンジンを遠く離れた床下やリアオーバーハングに置くメリットは全く無いため、MRは「ミッドシップ」、RRは「リアエンジン」と、駆動輪の位置を省略して呼ぶことが多い。なお、内燃エンジンを持たない電気自動車（EV）については、電動機と駆動輪の位置関係で呼び方が決まるが、EVは変速機が不要で電動機の搭載位置も限定されないため、量産車では両者が大きく離れていることは稀である。
トランスミッションとエンジンの搭載方法は基本的に縦置きが用いられるが、エンジンと駆動輪の位置が近いMRとRRでは、トランスアクスルも横置きとした横置きエンジンも見られる。
前輪駆動に比べると、後輪駆動は前輪が操舵・後輪が駆動と前後輪の役割分担がはっきりしているため、舗装路での運動性能やハンドリングの上質感に優れている。一方で後ろからの駆動で車を押すという性質上、フロントエンジンのレイアウトの場合直進安定性の面では不利である。ただしサスペンションセッティングやタイヤ、電子制御、その他様々な機構の技術進歩により両者とも弱点を克服しているため、運転感覚については限界領域以外では大きな差が生じにくくなっている。
ボンネット型（ツーボックスとスリーボックス）の一般的な乗用車においては後部に駆動系を収める必要ゆえに居住・荷室空間を圧迫するが、トラック、日本の軽トラックやワンボックス型商用車のような「キャブオーバー型」やリアエンジンバスではその特性上荷室・客室空間を十分に取れることに加え、貨物や旅客自体を粘着重量に利用してトラクションを確保するため、原則的に後輪駆動である。
現代の四輪自動車では上記のような理由により、スポーツカーや大型高級車、商用車に広く用いられている。かつては小型の大衆車でも主流であったが、実用性・経済性で有利な前輪駆動に押され、小～中型クラスにおいては絶滅に近い状況にある。一方で2010年代後半以降、エンジンの置き方に囚われる必要のないEVが欧州各国の国策によって注目されるようになると、小型乗用車においても後輪駆動を見直される気運が生まれつつある。
三輪自動車にはFRとFFがあるが、トライクを含むオートバイと自転車は、ごく一部の例外を除き、すべて後輪駆動である。

## 一般的な長所・短所
ここではFR・MR・RRの3方式に共通する長所と短所を述べる。特に記載がなければ、FFと比べた場合の特徴である。

### 長所
- 前輪は操舵、後輪は駆動と前後輪で役割を分担できる。そのためタイヤ性能に余裕が生まれ、より高出力のエンジンを積むことができる。
- フロントに駆動系を設けない分軽量化できる、設計の自由度も増す。その関係で前輪の切れ角が大きく取れるため最小回転半径が小さい。加えてハンドリングに軽快感を出しやすい。
- ブレーキングで前に荷重が偏りすぎないため、姿勢変化が少なく、後輪タイヤのグリップを有効に使いやすい。
- 加速時は慣性の法則により後方に荷重がかかるため、特に乾燥した舗装路で直進する場合はトラクションで有利である。
- 後輪駆動をベースとした四輪駆動車の場合、フロント部分に追加する部品は必要最小限で済むため前輪駆動と比較して製造コストが安い。

### 短所
- 乗用車で一般的になっているFF車と共有できる部品が少なく、部品点数も多くなるためコスト高になる。
- 後輪が車を押す形になるため、直進安定性で不利になる。
- ボンネット型の場合、駆動系が居住空間や荷室空間を圧迫する。
- トヨタ・ハイエース、および日産・キャラバン、マツダ・ボンゴ等の商用バンや4WD仕様車を除くほとんどの軽トラックの場合、積雪路や凍結路の坂道ではスリップして登れなくなってしまう。そのため雪道走行をする場合、後輪にかかる荷重を大きくした上でタイヤチェーンやスパイクタイヤ、あるいはLSDの装着が必要になる。[2]

## バリエーション

### フロントエンジン・リアドライブ方式

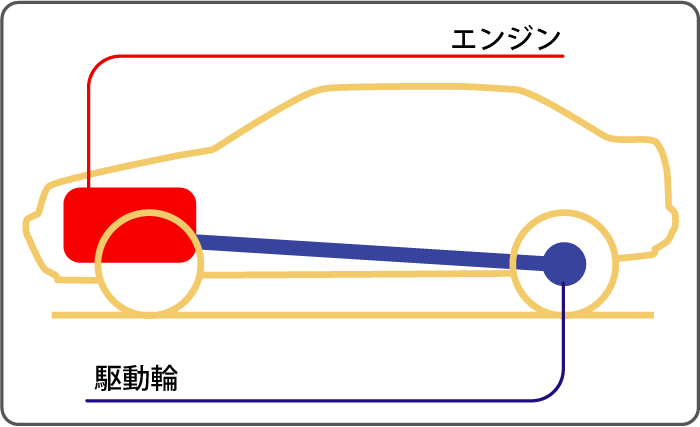
フロントエンジン・リアドライブ概念図

フロントエンジン・リアドライブ方式（略してFR）とは車体前部（基本的にキャビンより前方、キャブオーバー車ではフロントシート下など）にエンジンを配置し、プロペラシャフトを介して後輪を回転させる方式である。3タイプある後輪駆動のうち、乗用車から商用車まで最も採用例が多い。
多くの場合はトランスミッションとエンジンを一体化して縦置きエンジンとし、プロペラシャフトを介して差動装置が組み込まれた後車軸へ動力を伝達するホッチキス・ドライブ方式が採用されるが、前後重量配分を適正にするために、エンジンからトランスミッションを分離して後車軸側に移動し、差動装置と一体化させたトランスアクスルが採用される場合もある。
キャブオーバーとしてフロントシート下にエンジンを搭載し後輪を駆動する方式の表記が、自動車情報誌や自動車情報サイトによって「FR」「MR」「フロントMR」などと異なる場合があるが、構造上の分類はFRである。
19世紀末、キャブオーバー型のMR・RRレイアウトが主流であった時代に、フランス人のエミール・ルヴァッソールが『システム・パナール』を発明してFRが生まれた。無駄に全高の高かったボディを低くできるようになったのみならず、運動性能・静粛性・スペース効率なども大幅に改良できる画期的なレイアウトとされ、以降1910〜1970年代頃まで長らく乗用車の主流であった。

#### 長所
- 構造上、整備性が良くタクシー等の整備が頻繁に必要な車種に向いている。
- ボンネット型の場合のMR、RRに比べると居住空間を広く取りやすく、2+2シーターのスポーツカーや4座席のセダンを作りやすい。
- 前後重量配分を理想的とされる50:50に最も近づけやすい。ゆえにピッチ・ヨー方向の慣性モーメントを抑えやすく、アンダーステアの出にくい素直なハンドリングにしやすい。
- ボンネット型の場合、MRに比べるとNVHを改善しやすい。
- クラッチ蹴りなどにより比較的楽にドリフトやパワースライドが行える[注釈 5]。またスピンやドリフト時の車両の姿勢の制御も比較的しやすい。

#### 短所
- セダン、ステーションワゴンなどではプロペラシャフトが中心線を貫通しているため、後部中央座席の床に起伏ができ、FFに比べて居住性が悪い。ホッチキス・ドライブ方式の縦置きFRでは運転席と助手席の間の床にトランスミッションの大きな張り出しが必要となり、キャビンの居住性や運転席の足元スペースを少なからず圧迫することになる。
- トラクション性能、高エネルギー時（高速レーンチェンジや高G旋回）のスロットルのオン、オフ両方でのスタビリティーと居住性（主に乗り心地）を高い次元で満たすサスペンションの設計が難しく、車種ごとのシミュレーションや実験に時間がかかる。
- プロペラシャフトの存在は駆動損失・重量の増加を招くため、燃費を悪化させる。加えてエンジンパワーの低い小排気量級では、同程度の出力のFF車に比べ加速で劣る場合がある[注釈 6]。
- リアサスペンションに大きなスペースが必要なうえ、デフ、プロペラシャフトも加わり、有効スペースが少なくなる。
- 相対重量の重い車体前部を相対重量の軽い＝接地荷重の少ない後輪が押し進める構造のためオーバーステアが発生しやすい。雨や雪などの悪天候下や荒れた路面ではスリップしやすく、操縦安定性が低下する。
- 雪道や凍結路面の斜面などでは、その他方式に比べて駆動輪へにかかる荷重が半分ほどため空転しやすく、少しのくぼみにはまってしまっても抜け出せなくなることがある[4]。この欠点は重量物を積載することである程度カバー出来る。
- 同じくトラクションの都合から、FFほどではないものの高出力化には限界がある。MR化されたC8型シボレー・コルベットの開発者は、766馬力に達した先代C7型の『ZR1』でFRレイアウトの限界に達したと述べている[5]。

### ミッドシップエンジン・リアドライブ方式

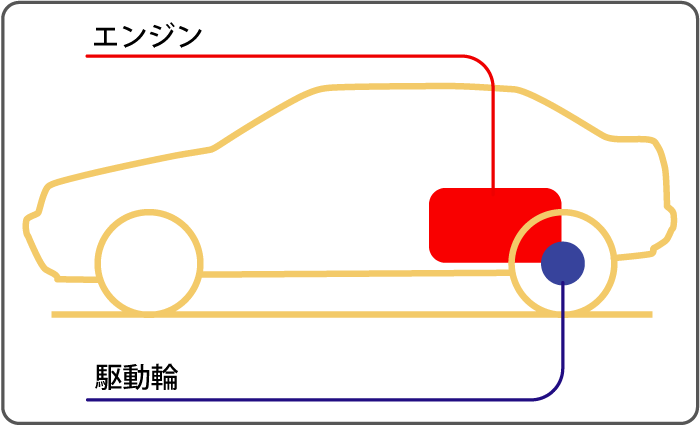
ミッドシップエンジン・リアドライブ概念図

ミッドシップエンジン・リアドライブ方式（略してMR）とは前輪車軸と後輪車軸の間、すなわち車体中央近くにエンジンを配置し、後輪を駆動させる方式である。エンジン位置が車室の前方か後方かによって、それぞれフロントミッドシップあるいはリアミッドシップとも呼ばれる。車体中央近くにエンジンを配置する方式は他にFFミッドシップがあるが、これはミッドシップというより前輪駆動の一種に分類される。
座席下にエンジンを収納するオートバイは基本的にこの駆動形式である。
自動車がまだ発明されたてで、馬車の延長上にあった19世紀末期の自動車は、居住空間の真下にエンジンを置くタイプのMRが主流であった。
- 自動車パーツで最も重いエンジンを車軸間に配置することで重量バランスが極めて安定し、慣性モーメントが小さくなって回頭性が上がるが、一旦バランスを失うと態勢を立て直す余裕の無いままスピンアウトし易いという欠点と表裏一体である。またフロント（=操舵輪）の荷重が不足気味になりがちなため、クイックなコーナーリングには一定の熟練が求められる。
- RRにも言えることだが、エンジンが車体後方に位置するため走行風を受けにくく、スポーツ車等ではオーバーヒートし易いという欠点がある。
- ボンネット型乗用車では車室がエンジンに圧迫されるという短所と、運動性能という長所の組み合わせから、市販車における採用は2シーターのスポーツカーがほとんどである[注釈 7]。この時大型のエンジンを採用する場合でも、歩行者安全基準に抵触しない限りはボンネットを低くでき、ひいては車高自体を低くできる点もメリットとして生きる。
- 軽自動車の場合は、エンジンが小型であるがゆえに後部座席シート下やハッチバック車のラゲッジスペース下にエンジンを納めることが可能な例もあり、ホンダの軽商用車[注釈 8]や三菱・iがMRを採用している。またワンボックスカーでは、初代トヨタ・エスティマがアンダーフロア形式のMRレイアウトを採用していた。
- ルノー・5ターボとルノー・クリオV6（日本名・ルーテシアV6）はFFのハッチバックをベースに、後部座席へとエンジンを移動することでMR化を実現している[注釈 9]。似たような例として、フィアット・128の横置きFFパワートレインをそのまま後輪に移設して反転させたフィアット・X1/9がある[6]。また同様に、横置きFF用プラットフォームを反転させて開発された車種も複数存在する。
- その特性を最大限に活かせるレーシングカーでは最もオーソドックスな形式であり、現代のフォーミュラカーやプロトタイプレーシングカーはごく僅かな例外を除き全てMRである。また市販車をベースとするカテゴリでも、規則で認められている場合は他の駆動形式からMRに換装することが多い。限界付近でのコントロールの難しさから、ドリフト競技では敬遠される。

### リアエンジン・リアドライブ方式

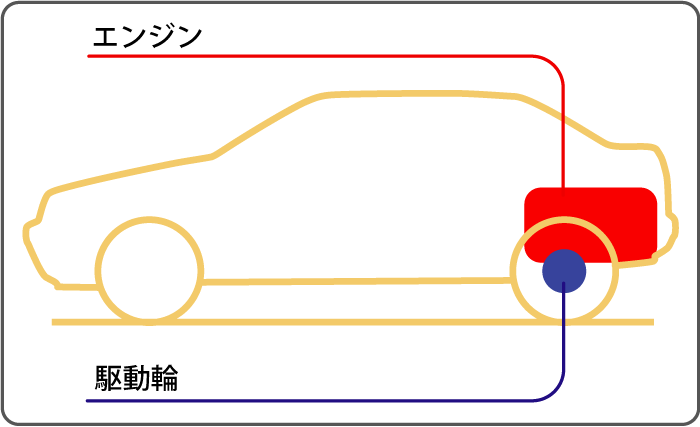
リアエンジン・リアドライブ概念図

RRは単にリアエンジンとも呼ばれ、車体後部（後輪車軸より後方）にエンジンを配置し、後輪を駆動する方式である。どちらも運転席より後方にエンジンを搭載するという構造上、特徴はMRと共通する部分が多い。
- 駆動輪に掛かる荷重が大きく、発進時のトラクションに非常に優れる。また、ブレーキ時にも4輪に荷重がバランスよくかかるため大変安定した性能を発揮する。ポルシェ911のブレーキ性能が世界的評価を受けている理由は、その品質もさることながらRRで、なおかつエンジンの重心が低い水平対向エンジンであることも関係している。
- 前輪の操縦性を確保しつつキャビンを広く取れるのが特徴だが、車体後端に重量物が集中しており、操舵に必要な前輪への荷重が抜けやすいため高速走行時の安定性は悪い。安定性確保のためには、高い車体剛性や工作精度が必要であり、このため現在では乗用車としてはポルシェ・911など一部でしか採用されていない。
- 加速ではフロント荷重の不足により前輪のグリップを使い切れないためアンダーステアが強い一方、フロント荷重のかかるブレーキングでは逆にオーバーステアが発生する。一旦オーバーステアになると重いリアが遠心力で回るので、制御するのが難しい。
- MRと違い室内容積を広く取れるため、第二次世界大戦後の小型車ではこのレイアウトが大流行し、日本の軽自動車でも隆盛を極めた時期があったが、高速化や重量の増加に対応するために大型化したフロントサスペンションやブレーキにスペースを奪われ、荷室（トランク）容量の確保が難しくなったこと、また、その特殊な運動特性から敬遠され、廃れていった。
- 背の高い構造物であるエンジンを後方に設置することから、運転席を高く上げずとも床面積を稼げる方式であるため、バスでは主流となっている。また、騒音と振動源であるエンジンが、車体後端にあるため、客室内を比較的静かにできるという副次効果もある。似た形状の自動車だと、スバル・サンバーとその拡大版であるスバル・ドミンゴは軽ワンボックス・トラックとしては珍しいRRレイアウトであった。
- ハッチバックの小型乗用車だとフォルクスワーゲン・ビートルの初代はRRを採用していた。近年では2016年にフルモデルチェンジしたルノー・トゥインゴ、2020年発売の新型EVのホンダ・eはRRレイアウトである。
- ラリーでは1950～1970年代にFFとともに猛威を振るい、「プロペラシャフト付きの車では勝てない」というジンクスを作り出したほどであった。しかしベースとなるRR車が激減し、ハイパワーなFR車が台頭したことでジンクスも消えていった。
- 北米のデザートレースでは、1970年代から現在まで、RRのビートルや911のコンポーネントを流用してバギーカーにするのがプライベーターの主流となっている。
- パワーステアリング普及前時代には、パワーステアリング無しの据え切りでもハンドルが比較的軽いメリットがあった。